# Soma Biswas
Soma Biswas (née le 16 mai 1978) est une athlète indienne spécialiste de l’heptathlon.

## Carrière

### Palmarès
| Année | Compétition          | Lieu      | Résultat | Épreuve    | Performance   |
| ----- | -------------------- | --------- | -------- | ---------- | ------------- |
| 2000  | Jeux olympiques      | Sydney    | 25e      | Heptathlon | 5481 pts      |
| 2002  | Championnats d’Asie  | Colombo   | 4e       | Heptathlon | 5609 pts      |
| 2002  | Championnats d’Asie  | Colombo   | 1re      | 4 x 400 m  | 3 min 37 s 48 |
| 2002  | Jeux asiatiques      | Busan     | 2e       | Heptathlon | 5899 pts      |
| 2002  | Jeux asiatiques      | Busan     | 1re      | 4 x 400 m  | 3 min 30 s 84 |
| 2003  | Jeux afro-asiatiques | Hyderabad | 3e       | Heptathlon | 5532 pts      |
| 2004  | Jeux olympiques      | Athènes   | 24e      | Heptathlon | 5965 pts      |
| 2005  | Championnats d’Asie  | Incheon   | 1re      | Heptathlon | 5377 pts      |
| 2006  | Jeux asiatiques      | Doha      | 2e       | Heptathlon | 5675 pts      |

### Records
| Épreuve    | Performance | Lieu    | Date            |
| ---------- | ----------- | ------- | --------------- |
| Heptathlon | 6186 pts    | Chennai | 31 juillet 2000 |